# Buddha-Statue (Thailand)

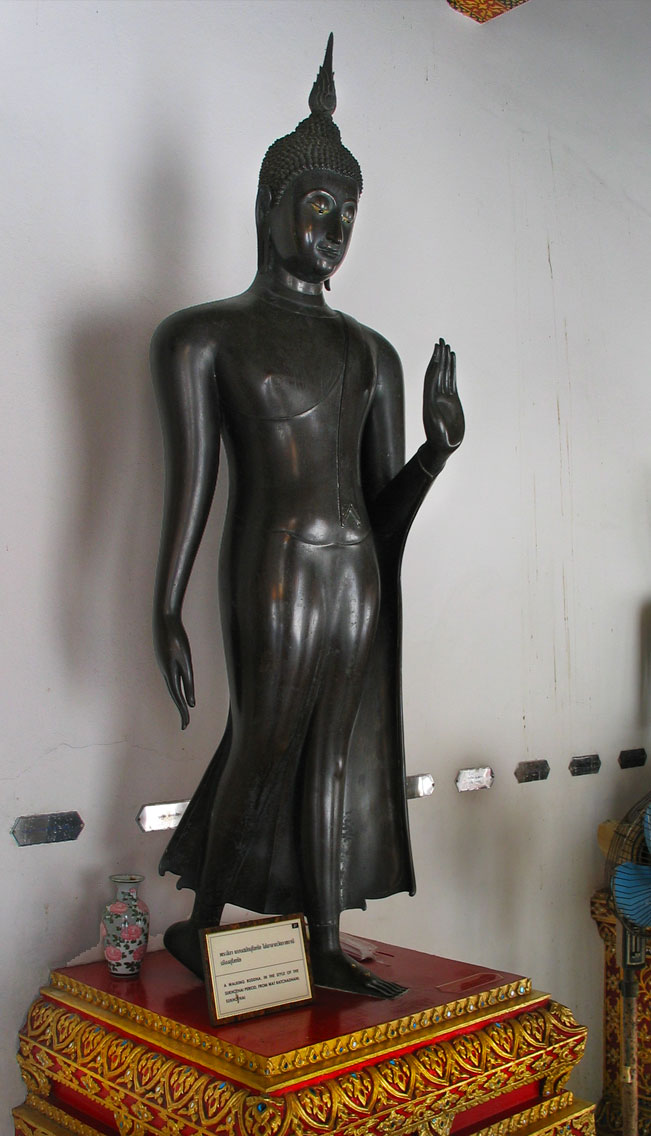
Schreitender Buddha im Sukhothai-Stil, Wat Benchamabophit, Bangkok

Eine Buddha-Statue (thailändisch พระพุทธรูป, phra phuttharup) ist das plastische, meist idealisierte Abbild des Buddha. Die meisten Buddha-Statuen wurden nicht als Kunstwerk zur Dekoration geschaffen, sondern vielmehr dafür, den Betrachter an Buddha zu erinnern oder zu belehren. Die Erschaffung einer Buddha-Statue wird von Gläubigen als „gute Tat“ angesehen, wodurch sich ein positiver Einfluss auf die nächste Wiedergeburt erhofft wird.

## Geschichte
Zur geschichtlichen Einordnung der Buddha-Statuen siehe Artikel Buddha-Statue oder auch Artikel Buddhistische Kunst.

## Ikonographie thailändischer Buddha-Statuen
Im Laufe der Geschichte entwickelten sich spezielle Regeln, nach denen der Erleuchtete porträtiert werden konnte: Spezielle physikalische Charakteristika, die Mönchs-Kleidung, Gesten und Körper-Haltungen. Dies Alles wurde kodifiziert.

### Die 32 Merkmale eines „Großen Mannes“
Die meisten Buddha-Statuen weisen einige ungewöhnliche Merkmale auf: manchmal ist es ein kleiner Punkt zwischen den Augen, ein andermal ist es das Bild eines Rades auf den Hand- oder Fußflächen. Meistens hat der Buddha eine Ausbuchtung oder sogar eine Flamme auf dem Kopf.
Alles dies sind Beispiele von „übernatürlichen“ Merkmalen, die in der indischen Ikonografie allen außergewöhnlichen Menschen (Mahapurusha) gemeinsam war, sei er ein Universaler Weltenherrscher (Chakravartin) oder ein Buddha.
Es werden 32 Hauptmerkmale (Sanskrit: Lakshana) und 80 Nebenmerkmale unterschieden.
Einer Legende nach soll bei der Geburt Siddhartha Gautamas der Seher Asita erschienen sein, der die 32 Merkmale an Siddharta entdeckte und ihm eine große Zukunft prophezeite.
Diese Zeichen wurden in vielen alten Texten erwähnt, sowohl in Pali als auch in Sanskrit.
Hier ist ein Zitat aus der Digha Nikaya Sutra – „Die Längere Sammlung“, einem heiligen Text der Theravada-Buddhisten, in der Übersetzung von Karl Eugen Neumann
«Zweiunddreißig, ihr Mönche, sind es der Merkmale eines großen Mannes, mit denen begabt ein solcher nur zwei Bahnen betreten kann, keine dritte. Wenn er im Hause bleibt, wird er König werden, Kaiser, ein gerechter und wahrer Herrscher, ein Sieger bis zur Mark der See, der seinem Reiche Sicherheit schafft, ... Und er wird über tausend Söhne haben, tapfer, heldensam, Zerstörer der feindlichen Heere. Dann wird er diese Erde bis zum Ozean hin, ohne Stock und ohne Stahl gerecht obsiegend, beherrschen.
Wenn er aber aus dem Hause in die Hauslosigkeit zieht, wird er heilig werden, vollkommen auferwacht, der Welt den Schleier hinwegnehmen.»
1. «Da hat, ihr Mönche, der große Mann wohlgefestete Füße: daß aber, ihr Mönche, der große Mann wohlgefestete Füße hat, das ist eben an ihm eines der Merkmale eines großen Mannes.» (Die englische Übersetzung sagt hier ... „He hath feet with level tread“, auf Deutsch: er hat Plattfüße – aber das passt so nicht in die Satz-Melodie und -Rhythmus.)
2. «Weiter sodann, ihr Mönche: unten sind bei dem großen Manne, an den Sohlen der Füße, Räder zu sehn, mit tausend Speichen, mit Felge und Nabe und allen Abzeichen geziert: auch das, ihr Mönche, ist eben an ihm eines der Merkmale eines großen Mannes.»
3. «Weiter sodann, ihr Mönche: schmal ist die Ferse, ...» (Die englische Übersetzung sagt hier sinngemäß „Er hat hervorstehende Fersen“, welches zum Beispiel bei dem schreitenden Sukhothai-Buddha gut zu sehen ist.)
4. «... lang sind die Zehen, ...» (Die englische Übersetzung: „Lang sind die Finger und die Zehen, ...“)
5. «... sanft und zart sind Hände und Füße.»
6. «Die Bindehaut zwischen Fingern und Zehen ist breit geschweift wie ein Netz.»
7. «Muschelwölbig ist der Rist.»
8. «Die Beine sind schlank wie bei der Gazelle.»
9. «Stehend kann er, ohne sich zu beugen, mit beiden Handflächen die Knie befühlen und berühren.»
10. «In der Vorhaut verborgen ist das Schamglied.»
11. «Gülden leuchtet der Körper, wie Gold erglänzt seine Haut. ...»
12. «... Sie ist geschmeidig, so geschmeidig, daß kein Staub und Schmutz daran haften bleibt.»
13. «Einzelflaumig ist die Behaarung, je einzeln ist das Flaumhaar in der Pore gewachsen.»
14. «Nach oben gerichtet ist der Flaum, die Flaumhaare sind nach oben gewachsen, schwarz wie Augenschminke, wie Ringe geringelt, rechts herum sind sie gedreht.»
15. «Heilig erhaben ragt die Gestalt empor, ist gar heiter anzuschauen.»
16. - - - (Die englische Übersetzung fügt hier ein: „Er hat die sieben konvexen Oberflächen.“)
17. «Wie beim Löwen ist der Vorderleib, mit der breiten Brust.»
18. - - - (Die englische Übersetzung fügt hier ein: „Er hat keine Furche zwischen seinen Schultern.“)
19. «Eine Klafter hoch ist der Wuchs, seine Körperlänge entspricht seiner Armweite, seine Armweite entspricht seiner Körperlänge.» (Die englische Übersetzung beschreibt hier: „Seine Proportionen sind die des Banyan-Baumes: seine Körperlänge entspricht ...“)
20. «Gleichgeformt sind die Schultern, ....»
21. «... mächtig die Ohrmuscheln, ....»
22. «... das Kinn löwenartig.»
23. «Die Zähne sind vollständig, ...»
24. «... gleichmäßig gefügt, ...»
25. «... nicht auseinanderstehend, ...»
26. «... glänzend weiß ist das Gebiß.»
27. «Gewaltig ist die Zunge, ...»
28. «... heilig der Klang der Stimme, ein Ton wie Waldvogelsang.» (In der englischen Übersetzung ist der Waldvogel ein „Karavika-Vogel“.)
29. «Tiefschwarz sind die Augen, ...»
30. «... die Wimpern wie beim Rinde.»
31. «Eine Flocke ist zwischen den Brauen gewachsen, weiß und weich wie Baumwolle.» (Sanskrit: Urnah)
32. «Und es hat der große Mann einen Scheitelkamm.» (Die englische Übersetzung lautet hier sinngemäß: „Er hat einen Kopf wie ein königlicher Turban“, Sanskrit: Ushnisha)

Die verlängerten Ohrläppchen stehen nicht auf dieser Liste, obwohl der Prinz schwere Ohrringe trug, die die Form seiner Ohrläppchen dauerhaft veränderten. Ebenfalls falsch ist der populäre Glaube, dass lange Ohrläppchen ein langes Leben versprechen.

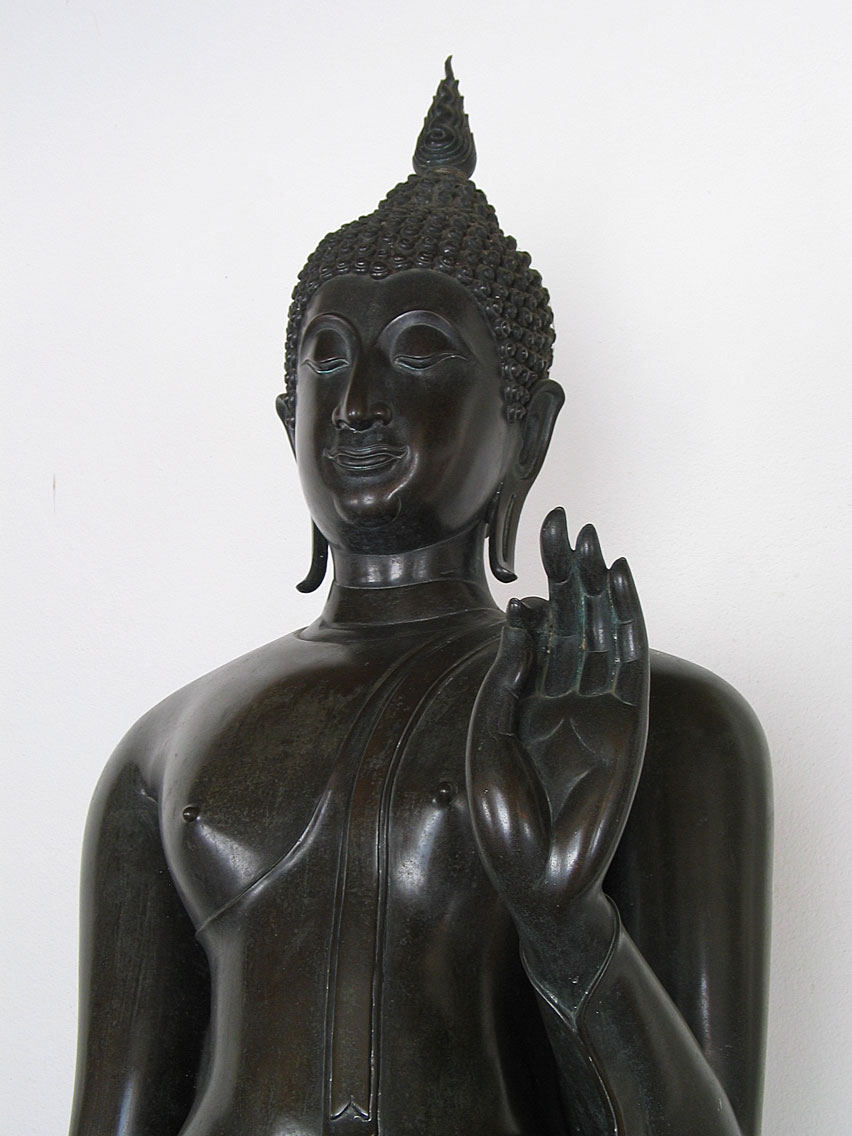
Buddhastatue im Sukhothai-Stil, „die Sandelholz-Statue aufhaltend“, Wat Benchamabophit, Bangkok

### Zusätzliche Merkmale der Sukhothai-Künstler

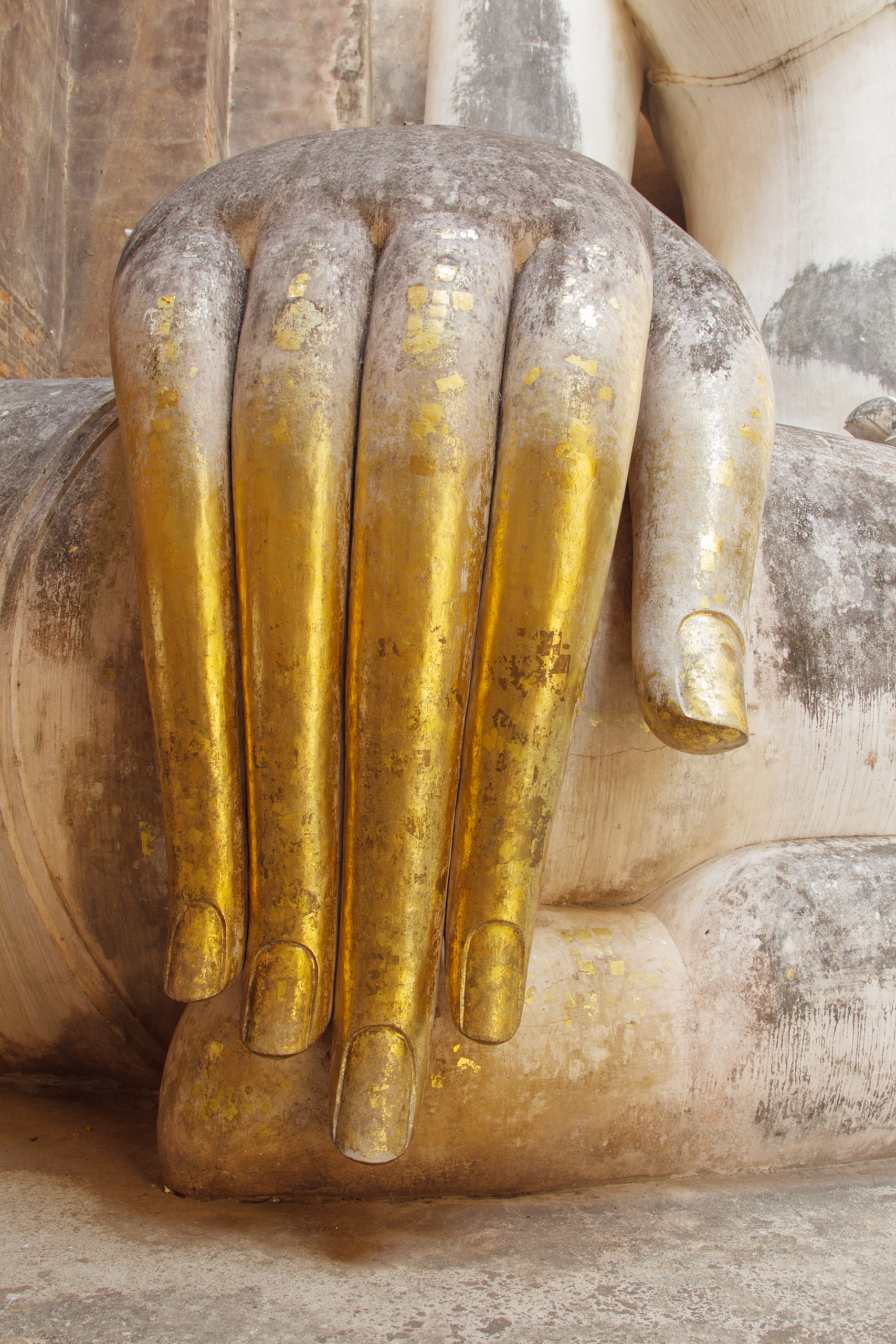
Typisch für den Sukhothai-Stil: die Hand der Buddhastatue im Wat Si Chum

Die Künstler im Königreich von Sukhothai hielten sich noch an eine weitere Liste von Merkmalen, wie sie bereits seit Jahrhunderten von indischen Poeten benutzt wurde, um göttliche oder gottähnliche Wesen zu beschreiben:
- Ein ovaler Kopf „wie die Form eines Eis“ oder „wie die Frucht des indischen Bael-Baumes“.
- Geschwungene Augenbrauen „wie ein gespannter Bogen“.
- Eine Adlernase „wie der Schnabel eines Papageis“.
- Ein Kinn „wie der Kern einer Mango“ (oft durch eine elliptische Linie wie eine Haut-Falte betont).
- Hände „wie eine sich öffnende Lotos-Knospe“.
- Schultern „wie der Kopf eines Elefanten“.
- Arme so gewunden „wie der Rüssel eines Elefanten“.
- „Keine Darstellung von Knochen, Muskeln oder Adern“.

### Körperhaltungen von Buddha-Statuen
Traditionell werden thailändische Buddha-Statuen nur in bestimmten Körperhaltungen (iryapatha) dargestellt (Gesten des Buddha):
- Sitzend
  - Die indische oder heroische Pose (virasana): Verschränkte Beine – das eine liegt oben auf dem anderen, meistens liegt das rechte oben. Um aus dieser Haltung aufzustehen, muss lediglich das obere Bein nach unten geschwenkt werden (siehe Bild 1).
  - Die Andamant- oder Yogi-Pose (vajrasana): Verschränkte Beine – jeder Fuß liegt auf dem jeweils anderen Oberschenkel, die Fußsohlen zeigen nach oben (siehe Bild 2). Um aus dieser Haltung aufzustehen, benötigt man die Hilfe einer Hand. (Nicht jeder kann in solch einer Position sitzen.)
  - Die westliche (europäische) Pose (pralambanasana): So wie eine Person in einem Stuhl sitzt, die Beine hängen locker herunter (siehe Bild 5).
- Stehend: die Figur ist dem Betrachter zugewandt, beide Füße stehen parallel zueinander fest auf dem Boden (siehe Bild 6)
- Schreitend: das Körpergewicht der Figur liegt auf dem einen Bein, das andere ist etwas gebeugt, wobei die Ferse angehoben ist, um die Bewegung darzustellen (siehe Bild oben)
- Liegend: die Figur liegt gewöhnlich auf ihrer rechten Seite, obwohl es dazu einige Ausnahmen zu beobachten gibt. Die rechte Hand unterstützt den Kopf, während die linke Hand ausgestreckt an ihrer linken Seite liegt. Beide Füße liegen symmetrisch und parallel. Die rechte Schulter ruht auf dem traditionellen dreieckigen thailändischen Kissen (siehe Bild 11).

### Handhaltungen von Buddha-Statuen

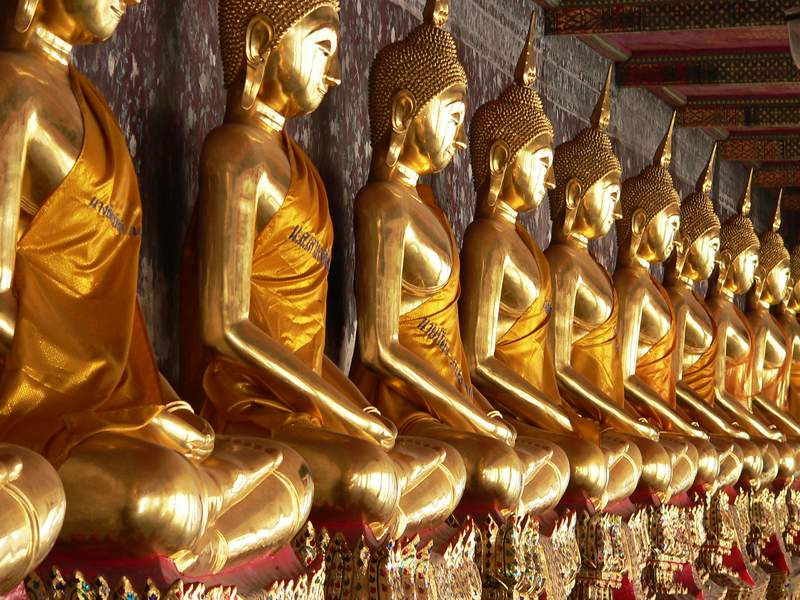
Buddha-Statuen im Meditations-Stil in Wat Suthat

Die Handhaltungen (Mudra) sind ein wichtiger Bestandteil der Ikonographie. Sie stellen bestimmte Aktionen oder Ereignisse im Leben des Buddha dar. Es gibt für thailändische Buddha-Statuen diese sechs traditionellen Mudra:
- Es handelt sich um eine stehende oder schreitende Figur:
  - Er hat entweder die rechte oder auch beide Hände erhoben wie ein Verkehrspolizist: Diese Handhaltung heißt „Die Angst vertreiben“ (Abhaya-mudra). Sie symbolisiert Schutzverheißung und Furchtlosigkeit (siehe Bild 6).
  - Er hat entweder eine Hand (oder seltener beide Hände) erhoben. Sein Zeigefinger und Daumen formen einen Kreis. Diese Handhaltung heißt „Die Geste der Unterweisung“ (Vitarka-mudra), sie ist die Geste des Lehrens und Erklärens.
  - Sein rechter Arm hängt ausgestreckt, die Handfläche zeigt nach vorne, die Finger zeigen in gerader Linie nach unten. Diese Handhaltung heißt „Die Geste der Wunschgewährung“ (Varada-mudra). Sie symbolisiert Barmherzigkeit und Freizügigkeit. Es gibt auch einige sitzende Figuren (z. B. im Wat Pho, Bangkok) mit dieser Handhaltung (siehe Bild 4).
- Es handelt sich um eine sitzende Figur:
  - Er hat beide Hände locker im Schoß liegen, eine Hand liegt auf der anderen, die Handflächen zeigen nach oben. Diese Handhaltung symbolisiert die Meditation (Dhyana-mudra). Manchmal sitzt der Buddha in der Meditations-Haltung auf dem zusammengerollten Körper einer Schlange (auf Thai: Naga Brok – Buddha unter der Naga – siehe Bild 3).
  - Seine linke Hand liegt mit der Handfläche nach oben in seinem Schoß. Seine rechte Hand liegt auf dem rechten Knie, die Finger zeigen nach unten: Diese Handhaltung symbolisiert die Niederlage des Dämonen Mara, bei der der Buddha die Erde als Zeugin für seinen Weg anrief. (Bhumisparśa-mudra – wörtlich: „Berühren der Erde“, Thai: Sadung Mara) Sie symbolisiert die Unerschütterlichkeit des Buddha (siehe Bild 1).
  - Er hält beide Hände in Brusthöhe. Zeigefinger und Daumen jeder Hand formen einen Kreis, die Fingerspitzen der linken Hand berühren die rechte Handfläche: Diese Handhaltung heißt „Das Rad der Lehre in Bewegung setzen“ (Dharmachakra-mudra) und ist bildlich auch in jeder Darstellung des Fußabdrucks Buddhas dargestellt. Ursprünglich saßen Figuren mit dieser Handhaltung in der indischen Pose (s. vorherige Seite), später ging man dazu über, diese Handhaltung nur für Figuren in europäischer Sitzhaltung zu verwenden. Sehr selten auch bei stehenden Figuren.
- Bei liegenden Figuren werden traditionell keine speziellen Handhaltungen unterschieden. Allerdings befindet sich eine ungewöhnliche Ausnahme zu dieser Regel im Wat Samphao in Chiang Mai: der Buddha liegt auf seiner rechten Seite, wobei der Kopf nicht von einem Kissen, sondern von der rechten Hand gestützt wird. Der linke Arm liegt entlang seiner linken Seite und seine Hand ist dabei in der „Geste der Unterweisung“ ausgeführt.[2]

### Bildbeispiele

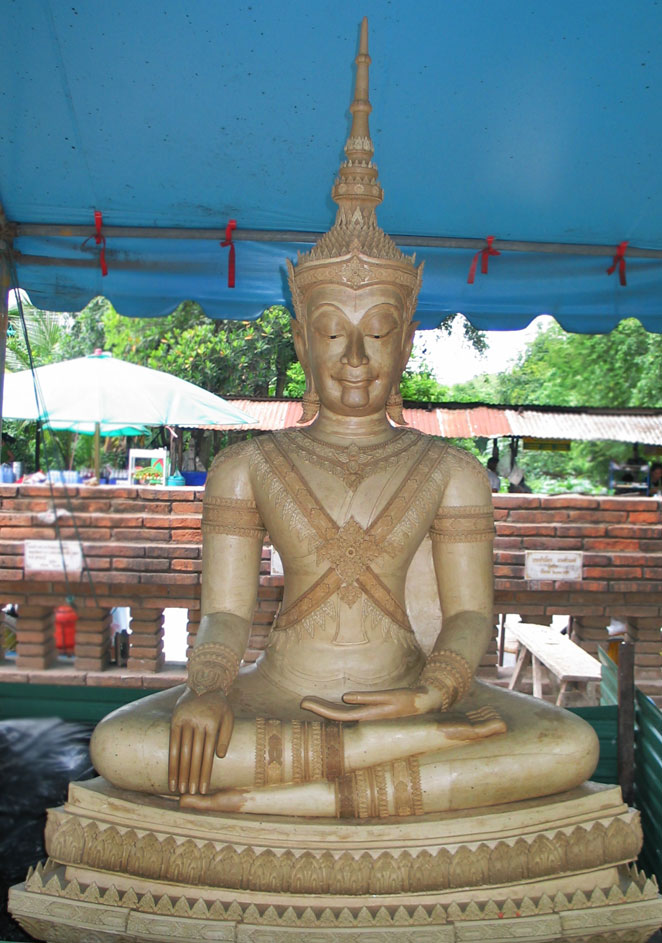
Bild 1: Virasana-Haltung, Unterwerfung des Mara (Ayutthaya-Stil), Wat Na Phra Men, Geschichtspark Ayutthaya
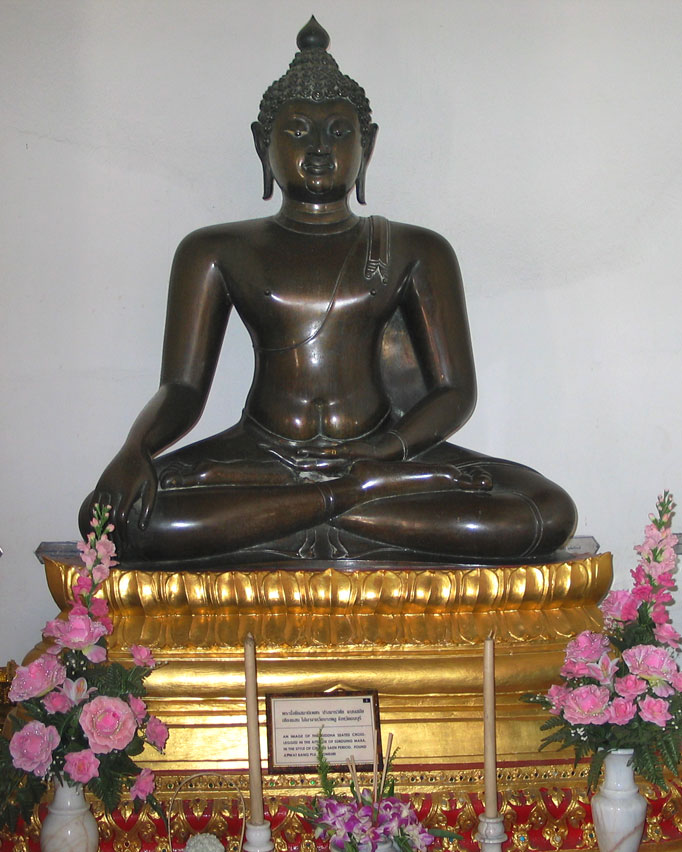
Bild 2: Vajrasana-Haltung, Unterwerfung des Mara (Chiang-Saen-Stil), Wat Benchamabophit, Bangkok
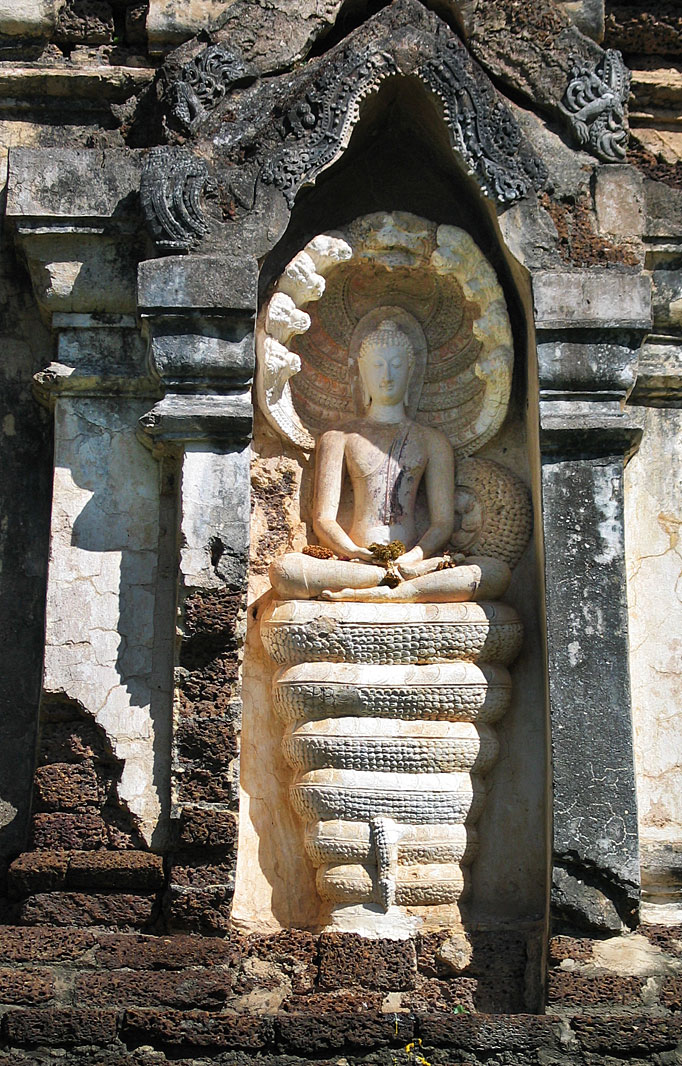
Bild 3: Von Nagas beschützt (Sukhothai-Stil), Wat Chedi Chet Thaeo, Si Satchanalai
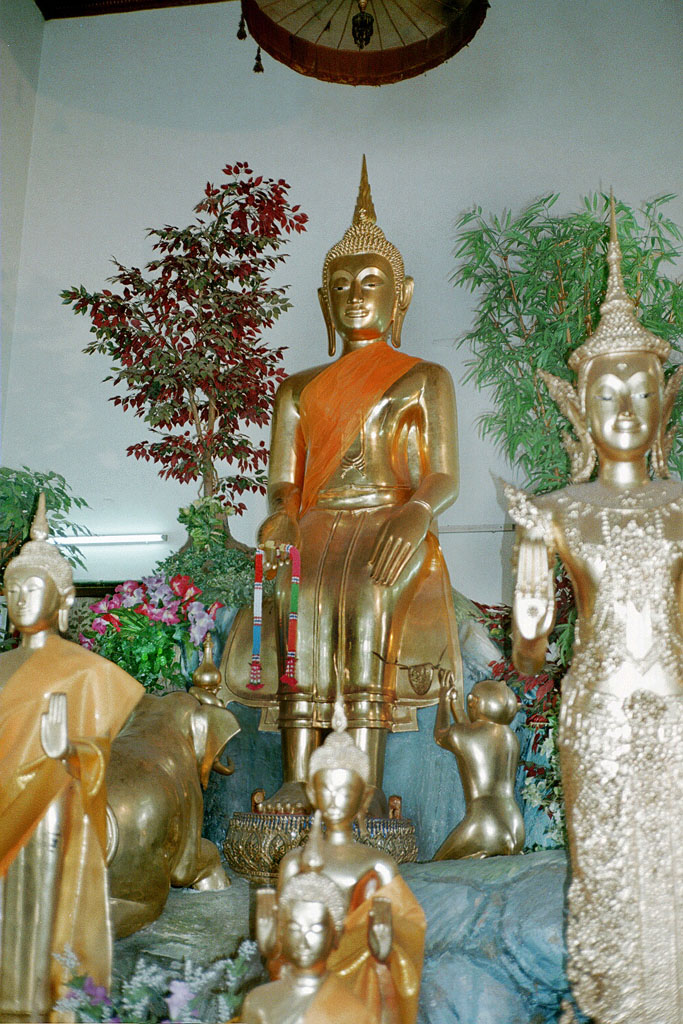
Bild 4: Sitzend, mit Affe und Elefant (Rattanakosin-Stil), Wat Pho, Bangkok
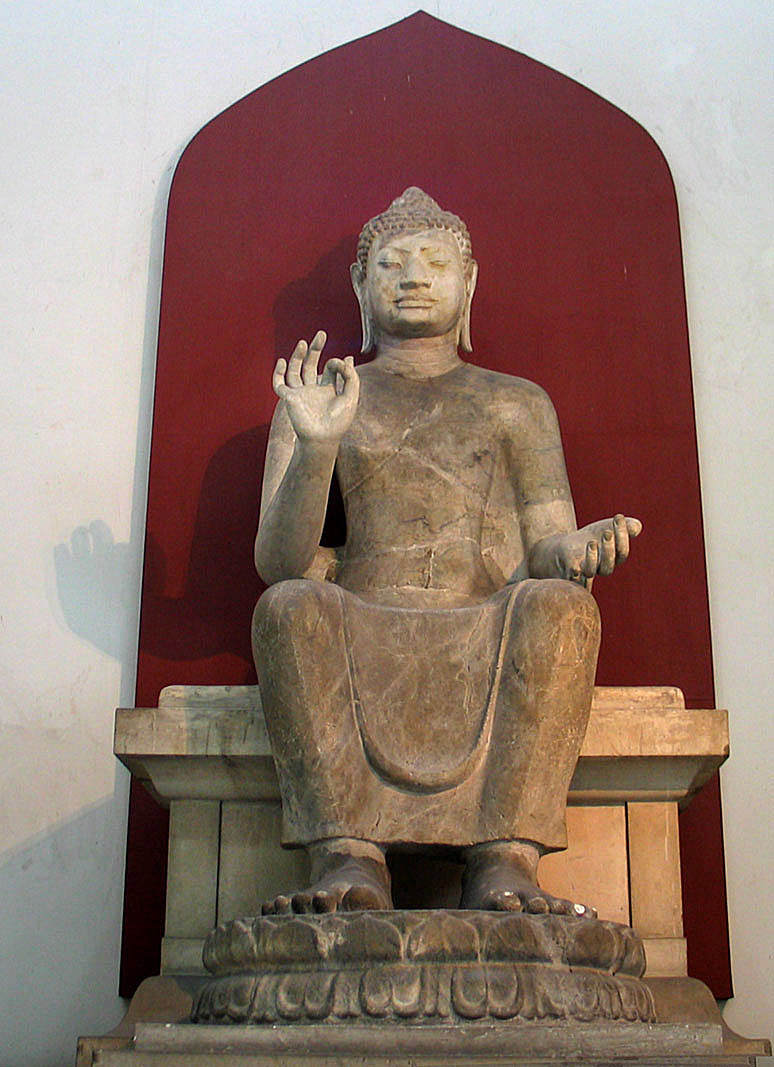
Bild 5: Unterweisung (Vitarka-mudra; Dvaravati-Stil), Phra Pathom Chedi, Nakhon Pathom
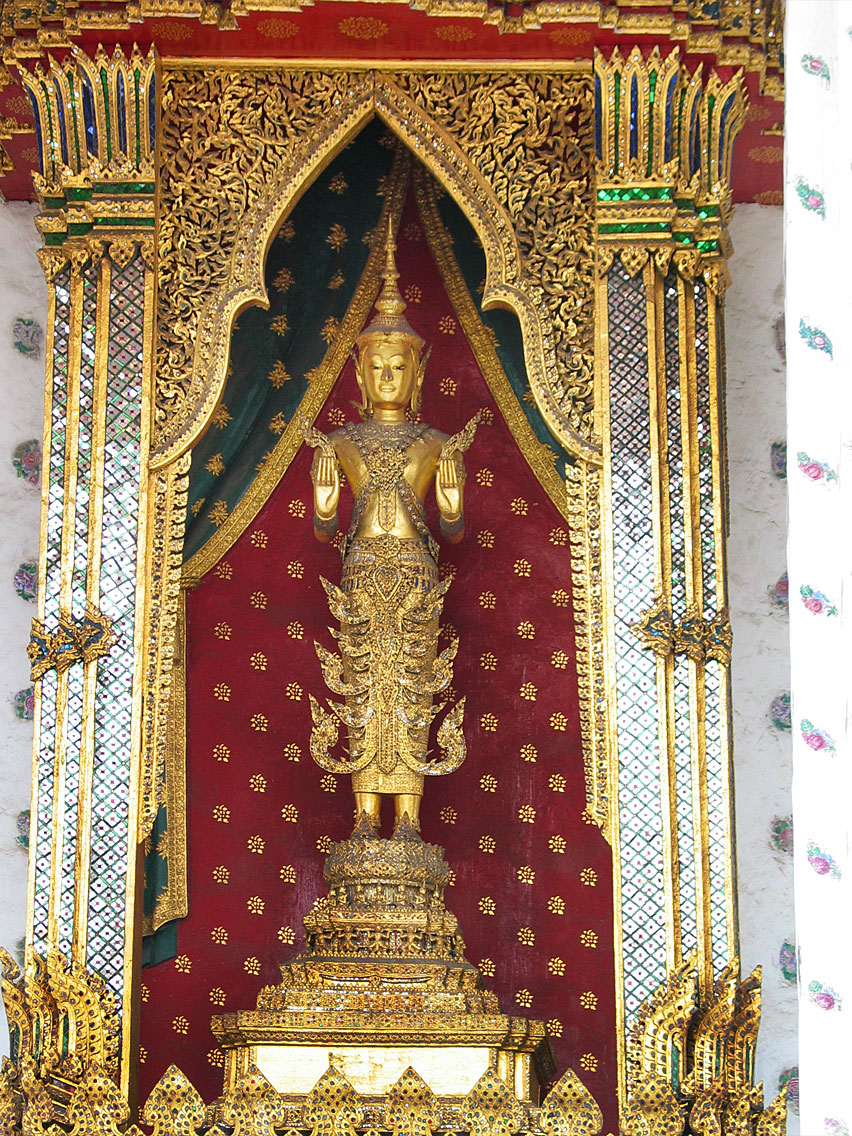
Bild 6: Den Ozean aufhaltend (Abhaya-mudra; Rattanakosin-Stil), Wat Arun, Bangkok
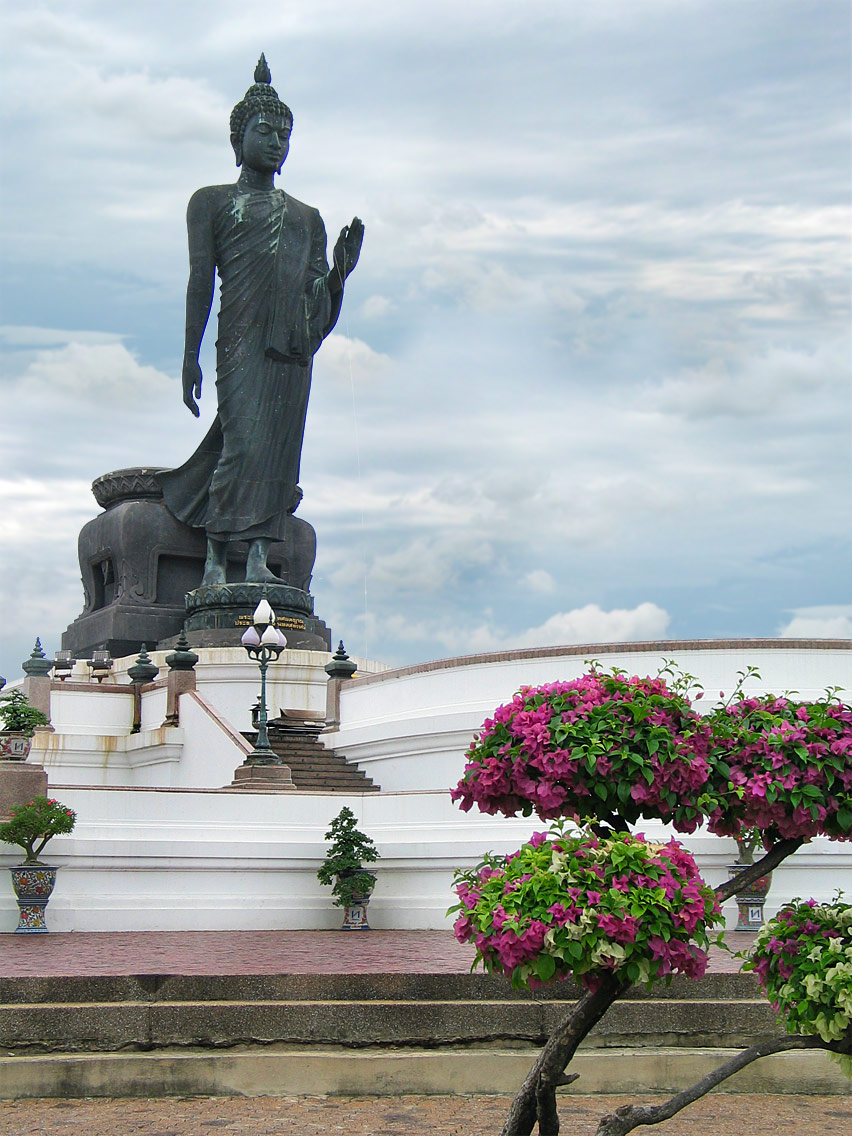
Bild 7: Die Sandelholz-Statue aufhaltend, Phutthamonthon, Provinz Nakhon Pathom
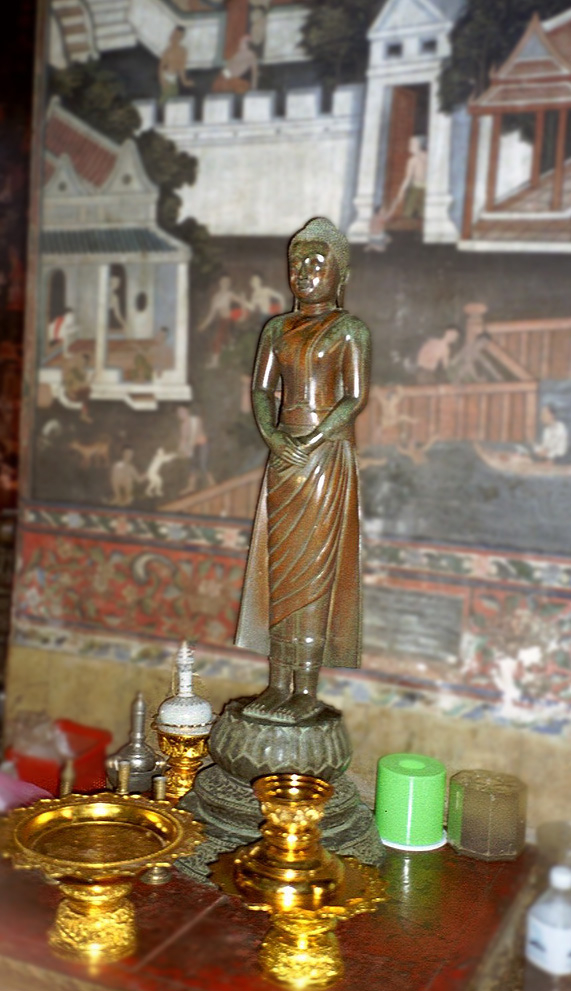
Bild 8: Den Bodhi-Baum betrachtend, Wat Suthat, Bangkok
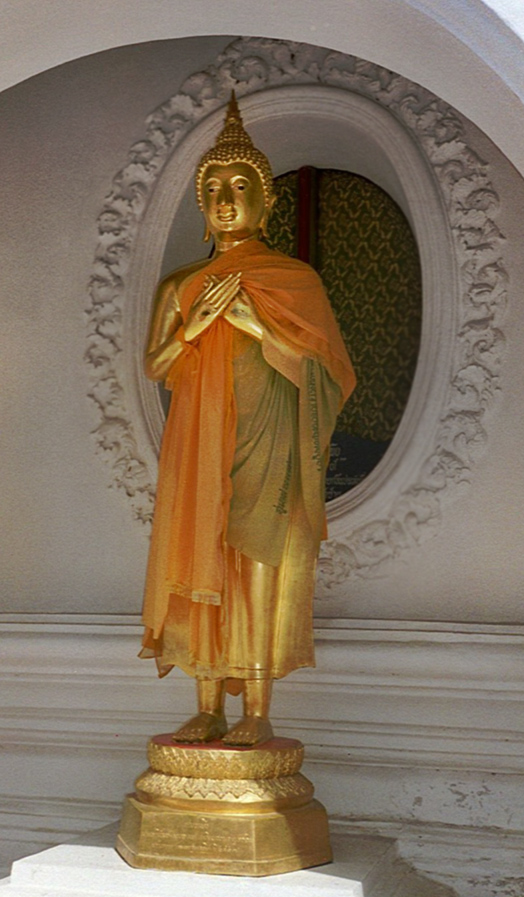
Bild 9: Tief nachsinnend (Rattanakosin-Stil), Phra Pathom Chedi, Nakhon Pathom
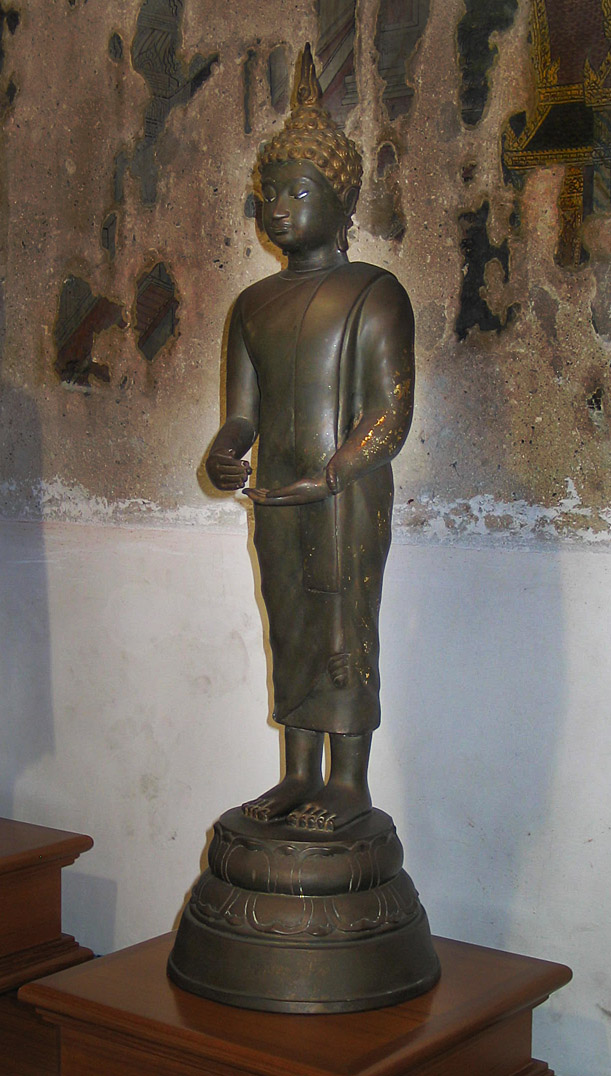
Bild 10: Almosenschale haltend, Wat Pho, Bangkok
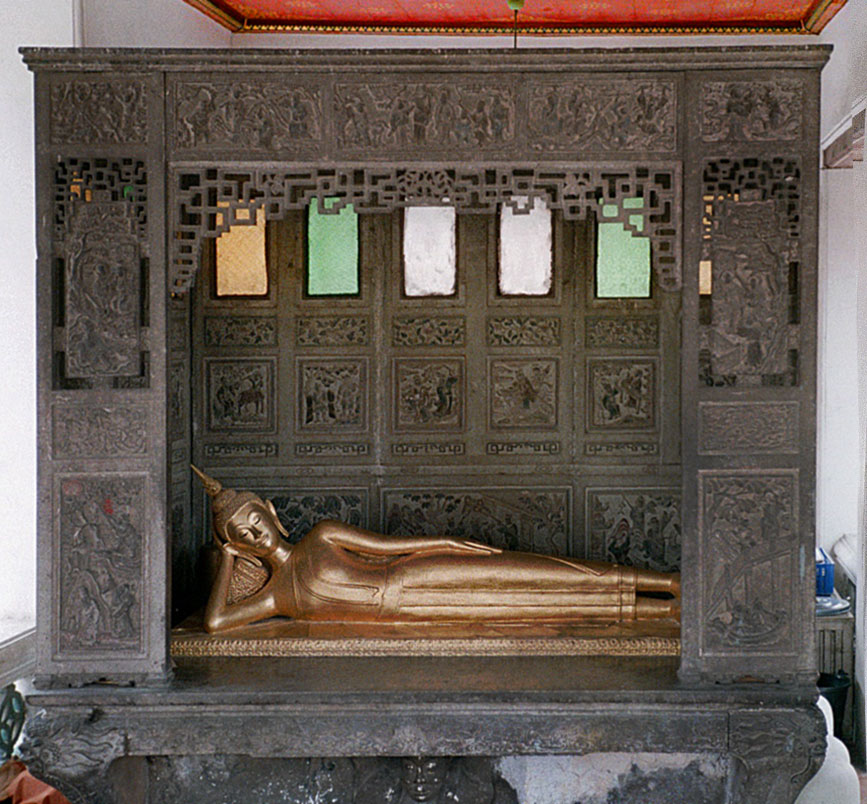
Bild 11: Ruhend, Wat Suthat, Bangkok
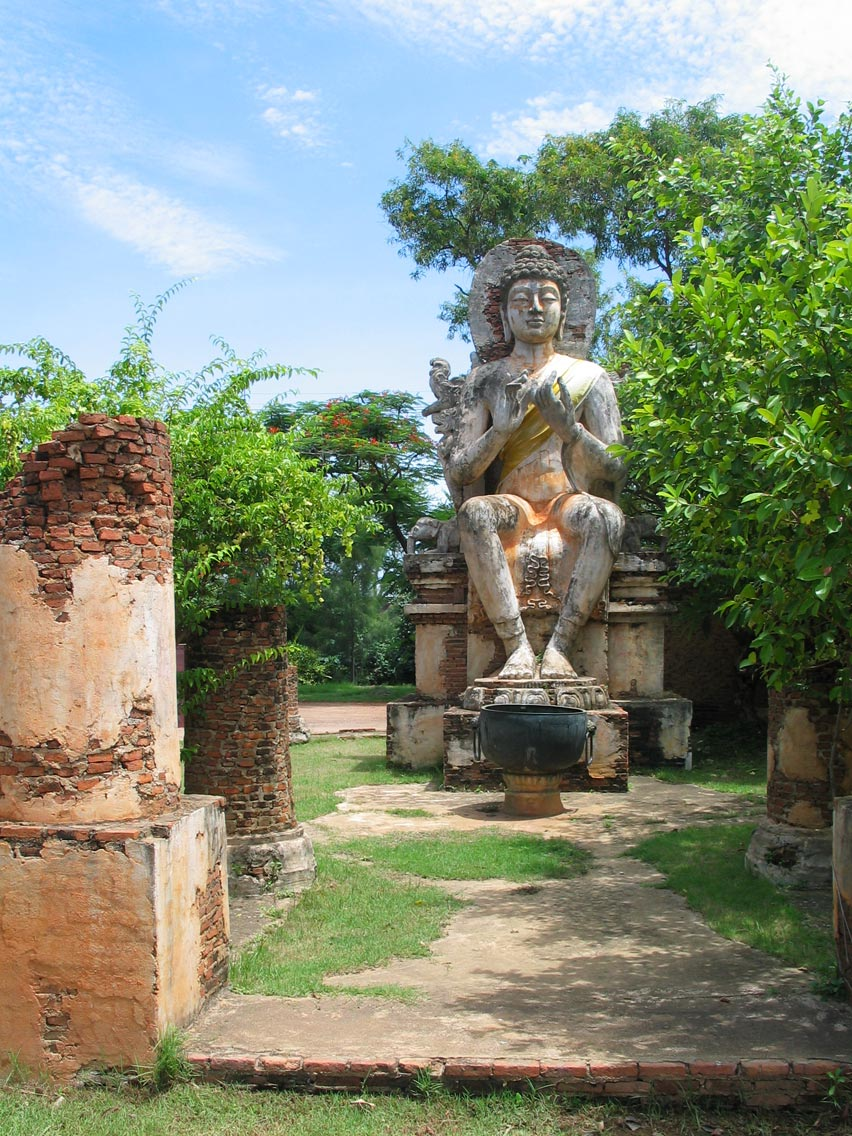
Bild 12: Rad der Lehre in Bewegung setzend (Dvaravati-Stil), Mueang Boran, Samut Prakan

### Typen thailändischer Buddha-Statuen
Neben den bereits erwähnten Körper- und Handhaltungen gibt es bei thailändischen Buddha-Statuen noch viele weitere Arten. König Rama III. bat seinen Onkel, den Abt Prinz Paramanuchit Chinorot, Abt des Wat Pho in Bangkok, die verwirrende Vielfalt zu katalogisieren. So beschrieb Abt Chinorot vierzig verschiedene Körperhaltungen des Buddha in einer illustrierten Abhandlung, der Pathama Sambodhikatha. Aufgrund dieser Beschreibungen ließ König Rama III. später 34 Miniatur-Statuen (etwa 10 cm gemessen von Knie zu Knie) in Bronze gießen und in der Phra Karamanusorn-Halle auf dem Gelände des Wat Phra Kaeo aufstellen.
In dem Phra Rabieng (Kreuzgang) der großen Phra Pathom Chedi in Nakhon Pathom sind sogar 80 verschiedene Typen von Statuen aufgestellt, jede mit einer kurzen Beschreibung des betreffenden Ereignisses, das diese Statue darstellt.
Jedoch waren die meisten Posen aus den genannten Zusammenstellungen nicht sonderlich populär, so dass die kunsthistorisch interessanten Buddha-Statuen in Thailand sich auf die folgenden Typen reduzieren:
- Unterwerfung des Mara (siehe Bild 1 und 2): Der Buddha sitzt in der Yoga-Position. Die linke Hand liegt im Schoß mit der Handfläche nach oben. Die rechte Hand ruht auf dem rechten Knie und zeigt nach unten, oft berühren die Finger leicht den Boden. Oft wird diese Position auch genannt: „Die Erde als Zeugen anrufen“, in Thailand pang man wichai genannt. Während seiner Meditation in Bodhgaya versuchte der Dämon Mara den Bodhisattva in Versuchung zu führen. Der Böse bot ihm Reichtümer, Macht, sinnliche Vergnügungen usw., aber der Buddha wies alles zurück. Dieser Sieg über Mara ist eigentlich der Sieg über sich selbst.
- Meditation (siehe Bild 3): Der Bodhisattva sitzt in der indischen Pose (virasana), die Hände liegen im Schoß, die rechte in der linken. Normalerweise sind die Augen geschlossen oder sie konzentrieren sich auf die Nasenspitze. In Thailand ist dies die am häufigsten vorkommende Haltung, sie wird pang samadhi oder auch samadhi asara genannt. Besonders populär in der Nördlichen Schule (Lan Na) der thailändischen Kunst, aber auch bei Skulpturen, die in Chiang Saen (heute Provinz Chiang Rai) gefunden wurden, ist die Lotus-Position (vajrasana): die Beine sind fest gekreuzt, die Hände liegen mit der Handfläche nach oben im Schoß. Diese schöne Haltung stellt die heroische und entscheidende Episode dar, als der Bodhisattva sich darum bemühte, den Grund für das Leiden und seine Überwindung zu finden, und wie er zum Buddha wurde, als er die Lösung erkannte. Oft wird diese Sitzhaltung erweitert, indem eine siebenköpfige Naga sich hinter dem Buddha aufrichtet und ihn vor einem Unwetter beschirmt (siehe Bild 3). Nach der thailändischen Tradition ist die Statue des meditierenden Buddha übrigens den Menschen zugeordnet, die an einem Donnerstag geboren sind. Dieser Tag ist außerdem der Tag der Lehrer, Richter und Rechtsanwälte.
- Ausruhen mit Affe und Elefant (siehe Bild 4): Der Buddha sitzt auf westliche Art, die linke Hand liegt auf dem Oberschenkel, die rechte Hand auf dem Knie, Handfläche nach oben in der Varada-mudra. Er empfängt gerade eine Honigwabe von einem Affen und einen Topf Wasser von einem Elefant. Als einst seine Jünger in Kosambi untereinander uneins waren, suchte der Buddha seine Ruhe in einem friedlichen Wald. Hier brachten ihm ein Affe und ein Elefant eine Erfrischung. Diese Statue wird normalerweise Phra Phuttha Palalai genannt, aber auch Phra Phuttha Palilaika ist üblich. Letztere Bezeichnung bezieht sich auf den Elefanten des Dschungels Parileyyaka (Palelayaka), wo sich der Buddha niederließ, nachdem er Kosambi verließ. Diese Episode zeigt, dass selbst die Mitglieder des Tier-Reiches sich um den Buddha kümmerten. Diese Statue ist auch mit den Menschen verbunden, die am Mittwochabend geboren sind.
- Das Wunder von Sravasti (siehe Bild 5): Der Buddha wird meistens gezeigt als eine in der westlichen Art sitzende Statue, die linke Hand liegt im Schoß, die rechte Hand wird in Brusthöhe gehalten und zeigt die Geste der Unterweisung (Vitarka-mudra: Daumen und Zeigefinger bilden einen Kreis, die anderen Finger sind fast gerade ausgestreckt). Diese Statue kann aber auch stehend dargestellt werden. Das Wunder von Sravasti war eine Demonstration der Fähigkeiten des Buddha für die Ungläubigen. Der Buddha umgab sich mit einer himmlischen Aura, Erdbeben, Blitz und Donner begleiteten das Spektakel.
- Herabsteigen aus dem Tavatimsa-Himmel: Der Buddha steigt eine steile Treppe aus dem Tavatimsa-Himmel herab. Beide Hände sind in Hüfthöhe erhoben und zeigen die Vitarka-mudra. Das zugehörige Ereignis: Sieben Jahre nach seiner Erleuchtung besuchte der Buddha den Tavatimsa-Himmel, um seine Mutter zu begrüßen. Sie war sieben Tage nach seiner Geburt gestorben und konnte sich seitdem im Tavatimsa-Himmel erfreuen. In den folgenden drei Monaten erklärte ihr der Buddha seine Doktrin. Anschließend wurde er von zwei Hindu-Göttern und Engeln über eine wunderbare Kristall-Treppe zur Erde zurückbegleitet, Brahma ist oft auf einer Gold-Treppe zu seiner Linken, Indra auf einer Silber-Treppe zu seiner Rechten. Dieses Ereignis ist auch sehr häufig auf Gemälden dargestellt. (Man vergleiche übrigens die Treppe, die zum Heiligtum des Wat Phra Phutthabat bei Saraburi hinaufführt.)
- Den Ozean aufhalten (siehe Bild 6): Der Buddha steht aufrecht, beide Hände sind erhoben, als würden sie etwas wegdrücken. Die abhaya-mudra mit beiden Händen, die der Buddha benutzte, um eine Überschwemmung zu verhindern, wird in Thai ham samut genannt. Sie wurde zum Symbol der Beherrschung des Buddhas über die Leidenschaften.
- Er hält die Sandelholz-Statue auf (siehe Bild 7): Ein stehender Buddha erhebt seine linke Hand, um eine Statue aus Sandelholz aufzuhalten. Der rechte Arm hängt locker an seiner Seite. Diese merkwürdige Legende geschah im Anschluss an den Aufenthalt des Buddha im Tavatimsa-Himmel, wo er seiner Mutter predigte. Während der Abwesenheit des Meisters ließ König Udayana eine Statue aus Sandelholz nach seinem Ebenbild anfertigen. Sie wurde am Sitzplatz des Buddha in der großen Halle im Jetavana-Garten in Sravasti aufgestellt. Als der Buddha nun zurückkehrte, kam plötzlich Leben in die Sandelholz-Statue, die dem Meister entgegenging, um ihn zu begrüßen. Mit einer Handbewegung schickte der Buddha die Statue zu ihrem Podium zurück. Ein wunderbares Beispiel einer solchen Statue ist im Phutthamonthon-Park bei Bangkok zu sehen. Diese Statue ist nicht zu verwechseln mit der folgenden:
- Den Streit der Angehörigen schlichtend: Der Buddha ist hier aufrecht stehend dargestellt, seine Angehörigen mit der abhaya-mudra der rechten Hand beruhigend. Der linke Arm hängt locker an seiner Seite. Diese Szene fand statt, nachdem der Buddha drei Monate lang im Tavatimsa-Himmel gewesen war, und daraufhin zur Erde zurückkehrte. Er schlichtete einen Streit seiner Angehörigen über die Wasser-Rechte an einem Fluss, der zwischen ihren Anwesen floss. Seiner Verwandten väterlicher- und mütterlicherseits kamen so zu einem Kompromiss, das Wasser gemeinsam zu nutzen. Der Buddha schaffte es durch ein vermittelndes Gespräch, dass die Familie ihre frühere Feindschaft beilegte. Traditionell ist diese Statue mit den Menschen verbunden, die an einem Montag geboren wurden.
- Betrachten des Bodhi-Baumes (siehe Bild 8): Nach seiner Erleuchtung steht der Buddha aufrecht, seine Hände hält er vor dem Unterleib gekreuzt. Die Augen sind weit geöffnet, ohne zu blinzeln, der Gesichtsausdruck ist wachsam. Nach seiner Erleuchtung dachte der Buddha sieben Tage lang über das soeben unter dem Bodhi Baum erworbene Wissen nach. Er stand da in vollem Bewusstsein, beide Hände locker vor seinem Körper gekreuzt. So erfuhr er ein Glücksgefühl, als ihm klar wurde, dass sein bisheriges Leben völlig bedeutungslos war, als ihm bewusst wurde, dass er allen Versuchungen des Mara widerstanden hatte, und dass er dadurch den Menschen als Beispiel dienen konnte. Nach insgesamt 49 Tagen in Nachdenklichkeit beschloss der Buddha, sich den anderen Menschen mitzuteilen. Dies machte er im Wildpark von Sarnath in Mittel-Indien. Diese sieben Tage unter dem Bodhi-Baum waren nur ein kurzes Innehalten, bevor er auf seine historische Mission aufbrach. Diese Statue ist traditionell mit den Menschen verbunden, die an einem Sonntag geboren wurden.
- Tief in Gedanken versunken (siehe Bild 9): Der Buddha steht aufrecht, seine Hände sind vor der Brust gekreuzt. Sein Gesichtsausdruck ist ruhig, da er über das Sein nachsinnt. Als der Buddha zu dem Bodhi-Baum zurückkehrt, überlegt er, wie er anderen den Grund für das Leiden erklären könnte, denn der Brahmane Sahampati bat ihn inständig, seine Lehre zu predigen. So steht er in einer nachdenklichen Haltung, die Hände vor die Brust gepresst, um zu entscheiden, wer das Dhamma erhalten solle. Zuerst fallen ihm seine beiden ersten Lehrer ein, aber durch seine große Einsicht in alle Dinge erkennt er, dass sie bereits gestorben sind. Also denkt er über weitere Jünger nach. Diese Statue ist mit den Menschen verbunden, die an einem Freitag geboren wurden.
- Er hält die Almosen-Schale (siehe Bild 10): Der Buddha steht aufrecht und hält mit beiden Armen eine Almosenschale. Diese Haltung soll an den ersten Morgen in Kapilavastu erinnern, nachdem er den Palast seines Vaters besucht hatte. Am frühen Morgen begab sich der Buddha auf seine Runde durch die Stadt, um von seines Vaters Untertanen Speisen zu erhalten, obwohl seine eigene Verwandtschaft alle Vorbereitungen getroffen hatte, um ihn am Nigrodarama zu empfangen. Allerdings hatten sie versäumt, ihn am Vorabend zu fragen, ob er nicht mit ihnen frühstücken wolle. Traditionell ist diese Statue mit den Personen verbunden, die an einem Mittwochmorgen geboren sind.

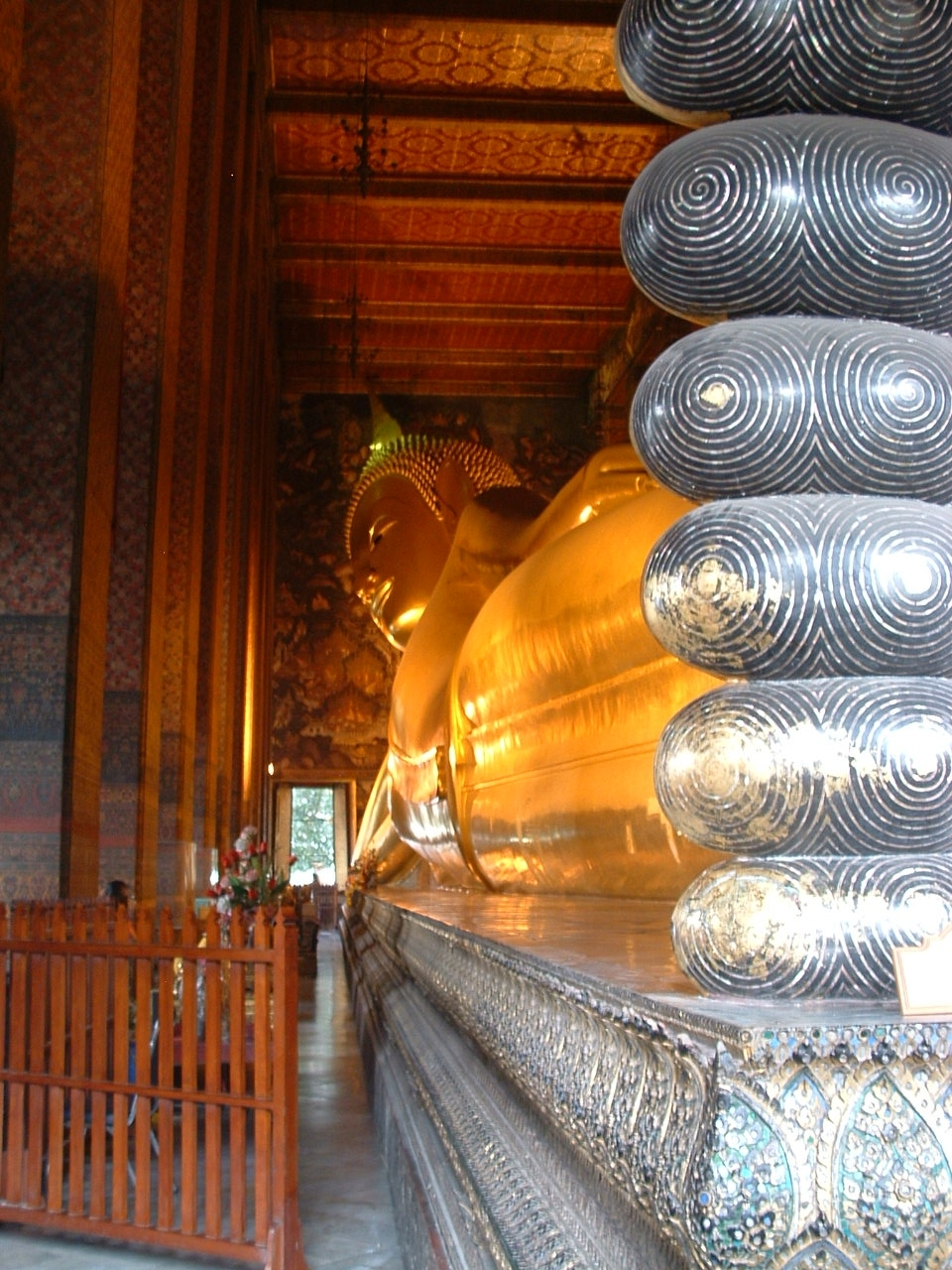
Ruhender Buddha im Wat Pho

- Ruhend (siehe auch Bild 11): Der Buddha liegt auf seiner rechten Seite. Die rechte Hand unterstützt den Kopf, während die linke Hand ausgestreckt an seiner linken Seite liegt. Beide Füße liegen symmetrisch und parallel. Normalerweise ruht die rechte Schulter auf dem traditionellen dreieckigen thailändischen Kissen. Die Mönchsrobe wird in der traditionellen „offenen“ Art getragen, wobei der rechte Arm nicht bedeckt ist. In der indischen Tradition stellt diese Skulptur das Mahapari-nibanna dar, also das endgültige Eintreten in das Nirvana, welches die irdische Karriere des Buddha beendet. In Thailand jedoch nach der Sukhothai-Periode stellt diese gleiche Pose lediglich den ruhenden Buddha dar, auf Thailändisch Phra Phuttha Saiyat genannt. Ebenfalls die indische Tradition schreibt vor, die Darstellung des liegenden Körpers gleiche der eines stehenden, nur halt horizontal gesehen. Daher rühren auch die „fliegenden“ Enden der Mönchs-Robe. Bei ruhenden Skulpturen sind oft die Fußsohlen mit den 108 Merkmalen eines großen Menschen dekoriert. Sie sind in einer Pali-Liste der Merkmale (Pali: lakkhana) verzeichnet, die zu einem Buddha als „Universal-Herrscher“ (Chakravartin) gehören. Das berühmteste Beispiel hierfür ist der „Phra Non“, der große liegende Buddha im Wat Pho in Bangkok.